# Катасонов, Сергей Михайлович
Сергей Михайлович Катасо́нов (род. 1 мая 1963, Оренбург) — российский политик и общественный деятель, депутат Государственной Думы ФС РФ 6-го и 7-го созывов от партии ЛДПР, первый заместитель председателя комитета по бюджету и налогам с 2011 года.

## Образование и начало карьеры
В 1980 году окончил с отличием среднюю школу № 50 им. Н. Е. Жуковского города Оренбурга. В 1985 году окончил также с отличием факультет механизации сельского хозяйства Оренбургского сельскохозяйственного института.
Трудовую деятельность начал в 1985 году в качестве ассистента, а затем старшего преподавателя кафедры механизации животноводства Оренбургского сельскохозяйственного института.
В студенчестве начал научную деятельность. Первые авторские свидетельства на изобретения получил на 4 курсе в 1984 году.
Имеет ученые степени: кандидат технических наук (1989), доктор экономических наук (2006). Ученые звания: доцент (2004), профессор (2008). Автор более 40 научных и учебно-методических работ.

## Предпринимательская деятельность
С 1992 по 1995 год — заместитель директора по экономике научного производственно-строительного объединения «Полиформ». С 1995 по 2006 год — генеральный директор ООО «Предприятие СВС» (СистемыВодоСнабжения).
Основные виды деятельности ГК «СВС»: промышленное строительство, строительство многоквартирных домов, объектов коммунальной инфраструктуры. Введено 200 тыс. м² жилья, шесть спортивных арен с искусственным льдом, три спортивных комплекса, кирпичный завод, более 50 котельных и ЦТП мощностью более 100 МВт.

## Оренбургский городской Совет
В 2004 году избран депутатом Оренбургского городского Совета по одномандатному округу № 7. В Горсовете был руководителем бюджетной группы.
В 2004—2006 годах — руководитель Представительства Республики Башкортостан в Оренбургской области.

## Законодательное Собрание Оренбургской области (IV и V созывы)
В 2006 году победил на выборах в Законодательное Собрание Оренбургской области. Выдвигался от партии «Единая Россия» по одномандатному округу № 9. Осуществлял депутатскую деятельность на профессиональной постоянной основе. Являлся председателем комитета по вопросам собственности, природопользованию и строительству.
В 2010 году вышел из партии «Единая Россия». В 2011 году победил на выборах в одномандатном округе № 9 в Законодательное Собрание Оренбургской области. Выдвигался от партии ЛДПР. Осуществлял депутатскую деятельность на постоянной профессиональной основе. Являлся руководителем фракции ЛДПР в Законодательном Собрании Оренбургской области.
Принимал участие в разработке и принятии областных программ по обеспечению земельных участков коммунальной инфраструктурой в целях жилищного строительства в 2007—2010 годах, модернизации объектов коммунальной инфраструктуры в 2008—2011 годах, обеспечению жильём молодых семей в Оренбургской области, развитию ипотечного кредитования в 2005—2010 годах. Курировал вопросы ЖКХ, связанные с созданием некоммерческого партнёрства управляющих организаций «Оренбуржье».
В 2007 году была принята разработанная Сергеем Катасоновым региональная программа «Малоэтажное жилищное строительство в Оренбургской области „Свой дом“ на 2007—2011 годы». В ходе её реализации началось строительство малоэтажного посёлка современного типа с развитой инфраструктурой «Экодолье». Программа была определена как модельная и принята более чем в 50 субъектах России.
В 2007 году инициировал депутатское расследование по факту аварийного выброса газа в Оренбурге в ночь с 15 на 16 июня и возникшей в связи с этим чрезвычайной ситуации, а также ряд депутатских слушаний по теме экологии. После этого была активизирована работа крупных промышленных предприятий, в том числе ООО «Оренбурггазпром», по внедрению новой системы экологического мониторинга.
Являлся членом проекта ПРООН/ГЭФ (программа развития ООН/ Глобальный экономический фонд) «Совершенствование системы и механизмов управления ООПТ в степном биоме России». В результате его реализации в Оренбургской области запущен проект «Оренбургская тарпания».
Автор и соавтор 68 законопроектов.

## Государственная Дума ФС РФ (VI и VII созывы)
Является депутатом Государственной Думы ФС РФ VI и VII созывов (с 19 декабря 2012 года). Занимает должность первого заместителя председателя комитета Госдумы по бюджету и налогам, члена комиссии ГД по рассмотрению расходов федерального бюджета, направленных на обеспечение национальной обороны, национальной безопасности и правоохранительной деятельности, входит в состав трёхсторонней комиссии по вопросам межбюджетных отношений и межведомственной рабочей группы, осуществляющей мониторинг развития ситуации в субъектах Российской Федерации.
В 2015 году вошёл в ТОП-5 рейтинга фонда ИСЭПИ депутатов от ЛДПР, у которых высокие шансы переизбраться в Госдуму по одномандатным округам. В 2016 году переизбран депутатом Госдумы по региональному списку ЛДПР.
Является автором и соавтором 55 законопроектов. С 2012 года выступил в парламенте около 400 раз (по данным на 4.03.2016).

## Досрочные выборы губернатора Оренбургской области (2014)

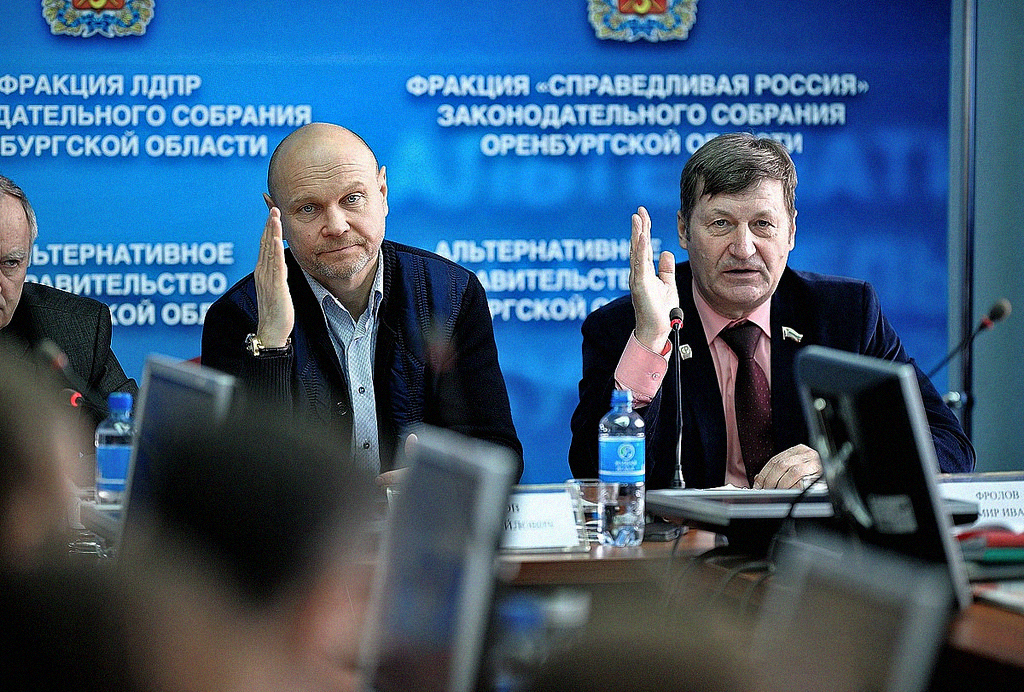
Сергей Катасонов и руководитель фракции «Справедливая Россия» в Законодательном Собрании Оренбургской области Владимир Фролов на заседании Альтернативного правительства Оренбургской области

В 2014 году выдвигался как кандидат от объединённой оппозиции (партии ЛДПР, КПРФ, СР) на досрочных выборах губернатора Оренбургской области.

— Сам факт объединения вокруг одного кандидата, единой цели, победив свои мелочные несогласия — это плюс оппозиции. Они сыграли, как серьёзные политики, — политолог, доктор философских наук Марина Солодкая (08.07.2014).

В результате против кандидата была развернута масштабная кампания по дискредитации, основанная на вымышленных доводах. В дальнейшем кандидатура Катасонова С. М. была снята с выборов решением Высшего совета партии ЛДПР.
Экспертное сообщество оценило факт снятия кандидата как ошибку власти.

— В регионах продолжается фильтрация представителей оппозиционных партий. В выборах не смогут принять участие и ряд претендентов, теоретически имевших бы шансы на победу, — например, Оксана Дмитриева в Санкт-Петербурге, Раиль Сарбаев в Башкирии, Сергей Катасонов в Оренбургской области. Тактика работы с ними разнообразна: от блокирования на стадии сбора подписей до возбуждения уголовных дел. Выборы губернаторов таким образом становятся референдумами о доверии, — писал в июле политический обозреватель «Независимой газеты» Алексей Горбачёв.

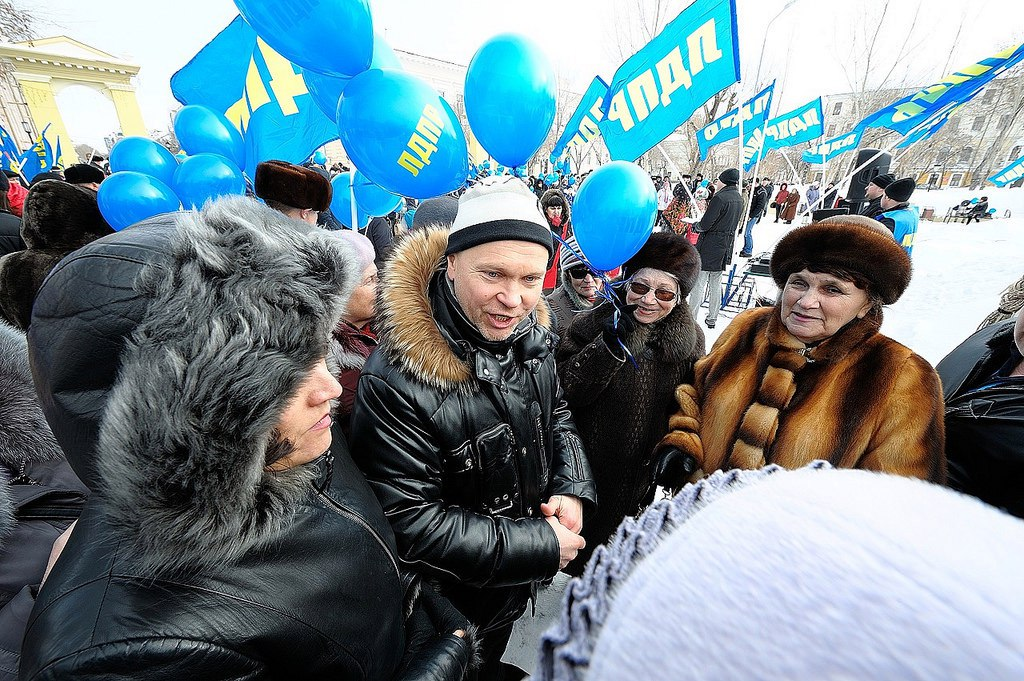
Сергей Катасонов на митинге в Оренбурге

В марте 2015 года областная прокуратура в ответ на запрос председателя ЛДПР Владимира Жириновского сообщила, что по данным правоохранительных органов, никаких уголовных дел, обвинений и судимостей у депутата Государственной Думы Сергея Катасонова нет и никогда не было, уголовные дела в отношении него никогда не возбуждались.

## Общественная деятельность
Является председателем учрежденного в 2004 году Оренбургского городского общественного фонда «Центр социальных программ Сергея Катасонова». Член Координационного Совета Оренбургского регионального отделения политической партии ЛДПР, курирует Оренбургскую и Пензенскую области, а также Республику Карелия. С 2007 года возглавляет федерацию мини-футбола в Оренбургской области.

## Семья
Родители — Михаил Иванович и Мария Дмитриевна — родом из села Ратчино Шарлыкского района Оренбургской области. Переехали в Оренбург в 1955 году.
Сергей Катасонов женат. Воспитывает двух дочерей: Ксению (1991) и Дарью (1996). Увлекается гольфом и конным спортом. В молодости профессионально занимался футболом.

## Награды
- Благодарность Президента Российской Федерации
- Почётная грамота правительства Российской Федерации (16 декабря 2019 года) — за большой вклад в развитие российского парламентаризма и активную законотворческую деятельность[1]
- Благодарность Правительства Российской Федерации (2 декабря 2013 года) — за многолетнюю плодотворную законотворческую деятельность и развитие законодательства Российской Федерации[2]
- Благодарность Председателя Совета Федерации Федерального Собрания Российской Федерации
- Почетная грамота Государственной Думы Федерального Собрания Российской Федерации
- Благодарность Председателя Государственной Думы Федерального Собрания Российской Федерации
- Почетный строитель России
- Почетная грамота Оренбургской области
- Заслуженный строитель республики Башкортостан
- Благодарность «За благоустройство города Оренбурга»